# Claire Guillard
 (juin 2024).
Claire Guillard, née le 17 décembre 1986 à Nantes, est une footballeuse française évoluant au poste d'attaquante au Saint-Nazaire AF.

## Biographie
En 1992, Claire Guillard, alors âgée de six ans, commence le football à Savenay. Ses capacités techniques lui donnent la possibilité en 2001 de signer pour le club de  Saint-Herblain, club de la banlieue nantaise qui évolue alors en Nationale 1B Féminine, elle y restera 4 ans.

### La Roche-sur Yon ESO (2005-2011)
En 2005, alors qu'elle est âgée de 25 ans, elle s'engage avec La Roche-sur-Yon et espère aider le club à remonter en D1 féminine.
Durant les saisons 2009-2010 et 2010-2011 elle termine deuxième et quatrième meilleure joueuse du Championnat de France de football féminin.

### FF Yzeure (2011-2012)
Alors qu'elle est blessée depuis la rencontre opposant son équipe à Saint-Étienne, terminée sur le score de 0-1 le 9 janvier 2011, elle signe au FF Yzeure pour la saison suivante. Elle reste en Auvergne une seule année et marque à 4 reprises.

### La Roche-sur Yon ESO (2012-2018)
Durant la saison 2013-2014, Claire Guillard réalise un quintuplé face à Rouen.. Malgré un bon parcours lors de la phase retour, le club de La Roche-sur-Yon restera en D2 pour la troisième saison consécutive en terminant deuxième de son groupe. Claire Guillard réalise sa plus belle performance de buts marqués dans une saison et termine meilleure buteuse de son groupe B avec 22 buts inscrits en 22 matchs de championnat.
En achevant l'exercice 2014-2015 à la première du classement, La Roche-sur-Yon monte en Division 1, quatre ans après l'avoir quittée. Claire Guillard marque lors de cette saison 24 buts en 22 matchs.
Durant la saison 2015-2016, elle participe avec l'équipe de France militaire, aux Jeux mondiaux militaires, de Mungyeong. Cet exercice s’achève par un titre de champions du monde militaire à l'issue de la première Coupe du monde de football militaire qui s'est déroulée en Bretagne. Toutefois La Roche-sur-Yon est reléguée en Division 2, pour la saison 2016-2017.
La saison 2016-2017 riche en rebondissements voit le LOSC Lille terminer devant les Vendéennes. Les Nordistes se voient cependant retirer 4 points par la Ligue de football, aux dépens de La Roche-sur-Yon avec match à rejouer, après une réserve posée par l'ESO. Lors de ce match à rejouer, La Roche-sur-Yon s'incline 3 buts à 1, Claire Guillard marque l'unique but de son équipe. Elle totalise le nombre de 17 réalisations et termine troisième meilleure buteuse du groupe A dans le Championnat Division 2 saison 2016-2017.
La saison 2017-2018 s'achève à la troisième place de D2. Claire Guillard totalise le nombre de 16 réalisations en championnat et termine troisième meilleure buteuse du groupe A.

### FC Nantes (2018-2020)
En 2018-2019, Claire Guillard est recrutée par le FC Nantes dont l'équipe féminine accède au plus haut niveau régional.

Claire guillard et les Yonnaises contre Angers, saison 2013-2014.

Durant la saison 2018-2019 son club termine deuxième du championnat Régional 1 féminine Ligue pays de la Loire. Claire Guillard termine meilleure buteuse de la division avec 25 buts en 22 matchs. En terminant deuxième du championnat régional, les Canaries disputent les barrages pour accéder au championnat de D2. Le 2 juin 2019, le FC Nantes est officiellement promu au deuxième échelon pour la première fois depuis la création de sa section féminines.
La saison 2019-2020 est arrêtée à la seizième journée à la suite de la pandémie de Covid-19, tandis que le FCN occupe la quatrième place du classement. Durant cette saison 2019-2020, Claire Guillard inscrit 6 buts en 16 rencontres.

### Angers CB (2020-2021)
L'attaquante du FC Nantes, âgée de 33 ans, annonce la fin de sa carrière avant de se raviser de reprendre du service avec les féminines du Croix Blanche Angers,. En parallèle, Claire Guillard prépare ses diplômes entraîneur et ne disputera pas la totalité des rencontres de R1.

### Pornic Foot (2020-2023)
Claire Guillard, alors considérée comme la meilleure joueuse de l’histoire du football féminin en Pays de La Loire, décide de se consacrer à l'encadrement à partir de la saison 2020-2021, tout en disputant des matches au niveau départemental.

Claire Guillard - Pornic Foot - Saison 2023-2024.

Dès la saison suivante, le Pornic Foot accèdent au championnat Départementale 2. Claire Guillard obtient le 15 juin 2023 son Brevet de Moniteur de Football.
En 2022-2023, Claire Guillard et son équipe accèdent au championnat Départementale 1 en terminant à la première place du championnat avec 48 points . Le 25 mai 2024, le Pornic Foot dispute à Saint-Père-en-Retz la finale départementale féminine qu'il perd face au Saint-Nazaire AF (0-4).

### Saint-Nazaire AF (2023-)
Pour sa première saison dans le club de Saint-Nazaire Atlantique Football, Claire Guillard responsable de l’équipe U18F en régional 1 termine 9ème  au classement et sera reléguée avec son équipe en Régionale 2 pour la saison 2025-2026. Lors de cette même saison Claire guillard et son groupe se qualifient pour le quart de finale de la coupe des pays de la Loire U18 Féminines Absolis en battant en 1-8 de finale Stade lavallois Mayenne Football Club sur le score de 3 à 0 , elles s'inclinent en 1-4 de finale contre l'Étoile sportive ornaysienne de football Vendée La Roche-sur-Yon sur le score de 1 à 0. Dans cette même saison Claire Guillard est responsable de l'équipe seniors féminine, deuxième au classement du championnat Départemental 1 féminin ,Claire Guillard et les joueuses du Saint-Nazaire Atlantique Football ne peuvent pas accéder aux barrages pour l'accession en Régional 2 Féminine. lors de cette même saison les seniors féminines emmenées par Claire Guillard gagnent la coupe féminine seniors en battant le FC Rezé .Déjà vainqueurs l’année dernière, les joueuses du SNAF ont tout de suite su imposer leur jeu et ainsi prendre l’avantage au score dans cette finale par Alyssa Rival (22e) puis coup sur coup par Anne-Sophie Lorcy (30e) et Sandy Bennacer (32e). Malgré tous leurs efforts pour revenir, les joueuses du FC Rezé resteront derrière au tableau d’affichage jusqu’à la fin du match et un dernier but d’Alyssa Rival (86e). Victoire 4-0 des joueuses du Saint-Nazaire AF.

## Statistiques

### Bilan général

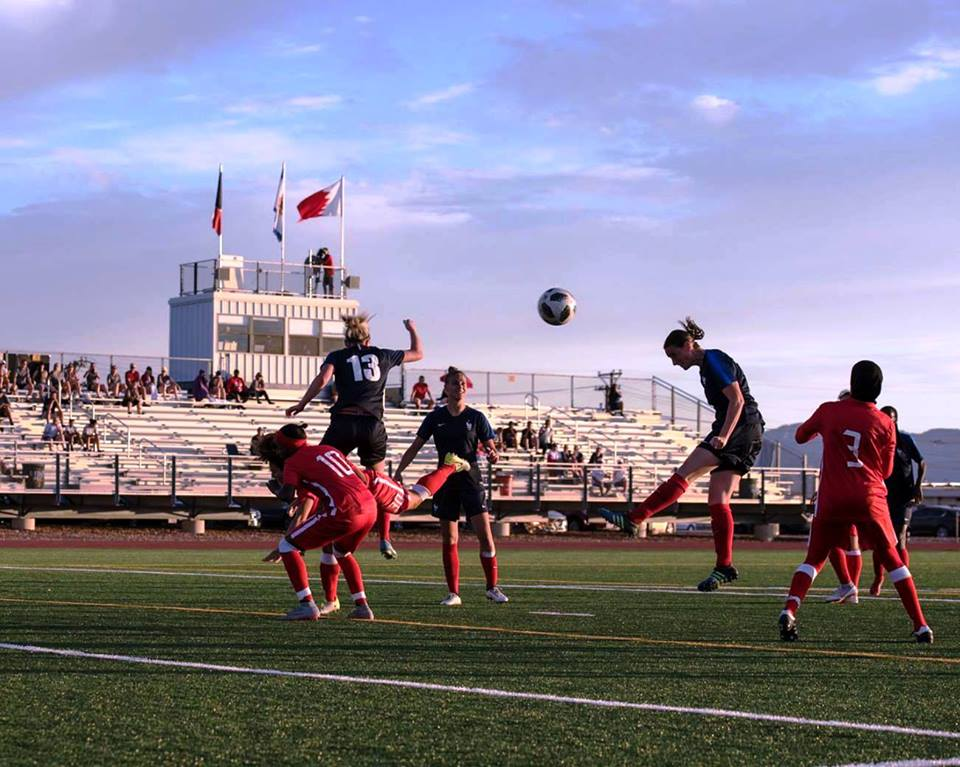
France-Bahreïn (Claire Guillard en Équipe de France Militaire le 1er juillet 2018 à Fort Bliss)

| Saison                | Club                  | Championnat           | Championnat | Championnat | Coupe(s) nationale(s) | Coupe(s) nationale(s) | Total | Total |
| Saison                | Club                  | Division              | M.          | B.          | M.                    | B.                    | M.    | B.    |
| 2001-2002             | Saint-Herblain OC     | Division 2            | 0           | 0           | 0                     | 0                     | 0     | 0     |
| 2002-2003             | Saint-Herblain OC     | Division 3            | 18          | 0           | 0                     | 0                     | 18    | 0     |
| 2003-2004             | Saint-Herblain OC     | Division 2            | 18          | 0           | 0                     | 0                     | 18    | 0     |
| 2004-2005             | Saint-Herblain OC     | Division 2            | 18          | 0           | 0                     | 0                     | 18    | 0     |
| 2005-2006             | ESOF La Roche-sur-Yon | Division 1            | 7           | 0           | 0                     | 0                     | 7     | 0     |
| 2006-2007             | ESOF La Roche-sur-Yon | Division 1            | 18          | 0           | 0                     | 0                     | 18    | 0     |
| 2007-2008             | ESOF La Roche-sur-Yon | Division 1            | 12          | 1           | 1                     | 1                     | 13    | 2     |
| 2008-2009             | ESOF La Roche-sur-Yon | Division 2            | 18          | 15          | 3                     | 2                     | 21    | 17    |
| 2009-2010             | ESOF La Roche-sur-Yon | Division 1            | 22          | 11          | 0                     | 0                     | 22    | 11    |
| 2010-2011             | ESOF La Roche-sur-Yon | Division 1            | 13          | 4           | 1                     | 1                     | 14    | 5     |
| 2011-2012             | FF Yzeure             | Division 1            | 15          | 4           | 1                     | 0                     | 16    | 4     |
| 2012-2013             | ESOF La Roche-sur-Yon | Division 2            | 12          | 8           | 1                     | 5                     | 13    | 13    |
| 2013-2014             | ESOF La Roche-sur-Yon | Division 2            | 22          | 22          | 2                     | 2                     | 24    | 24    |
| 2014-2015             | ESOF La Roche-sur-Yon | Division 2            | 22          | 24          | 2                     | 3                     | 24    | 27    |
| 2015-2016             | ESOF La Roche-sur-Yon | Division 1            | 13          | 2           | 0                     | 0                     | 13    | 2     |
| 2016-2017             | ESOF La Roche-sur-Yon | Division 2            | 19          | 17          | 2                     | 7                     | 21    | 24    |
| 2017-2018             | ESOF La Roche-sur-Yon | Division 2            | 22          | 16          | 3                     | 3                     | 25    | 19    |
| 2018-2019             | FC Nantes             | Region 1              | 22          | 25          | 4                     | 6                     | 26    | 31    |
| 2019-2020             | FC Nantes             | Division 2            | 16          | 6           | 1                     | 0                     | 17    | 6     |
| 2020-2021             | Croix Blanche Angers  | Region 1              | 2           | 1           | 0                     | 0                     | 2     | 1     |
| 2021-2022             | Pornic Foot           | Départementale 3      | 24          | 33          | 0                     | 0                     | 24    | 33    |
| 2022-2023             | Pornic Foot           | Départementale 3      | 24          | 18          | 0                     | 0                     | 24    | 18    |
| 2023-2024             | Pornic Foot           | Départementale 2      | 24          | 13          | 0                     | 0                     | 24    | 13    |
| 2024-2025             | Saint-Nazaire AF      | Départementale 1      | 0           | 0           | 0                     | 0                     | 0     | 0     |
| 2025-2026             | Saint-Nazaire AF      | Départementale 1      | 0           | 0           | 0                     | 0                     | 0     | 0     |
| Total sur la carrière | Total sur la carrière | Total sur la carrière | 382         | 225         | 21                    | 30                    | 403   | 255   |

### Par club
| Équipe                     | Matches | Buts | Ratio |
| -------------------------- | ------- | ---- | ----- |
| Saint-Herblain             | 54      | 0    | 0     |
| FF Yzeure                  | 15      | 4    | 0.27  |
| La Roche sur Yon ESO       | 200     | 120  | 0.60  |
| FC Nantes                  | 38      | 31   | 0.82  |
| Croix Blanche Angers       | 2       | 1    | 0.50  |
| Pornic Foot                | 72      | 63   | 1.15  |
| Saint-Nazaire AF           | 0       | 0    | 0     |
| Coupe de France            | 20      | 30   | 1.5   |
| Équipe de France militaire | 18      | 6    | 0.35  |
| Total en carrière          | 403     | 255  | 0.63  |

### Entraîneur
| saison    | Equipe       | Club             | Classement | Compétition      | District    | Coupes                                | Dates et Adversaires                                                                            |
| --------- | ------------ | ---------------- | ---------- | ---------------- | ----------- | ------------------------------------- | ----------------------------------------------------------------------------------------------- |
| 2020-2021 | Seniors fém. | Pornic Foot      | 1          | Départementale 4 | District 44 |                                       |                                                                                                 |
| 2021-2022 | Seniors fém. | Pornic Foot      | 2          | Départementale 3 | District 44 | Championnes départementales Foot à 5  |                                                                                                 |
| 2022-2023 | U15 fém.     | Pornic Foot      | 1          | Départementale 1 | District 44 | Championnes départementales Foot à 5  |                                                                                                 |
| 2022-2023 | Seniors fém. | Pornic Foot      | 1          | Départementale 3 | District 44 |                                       |                                                                                                 |
| 2022-2023 | U18 fém.     | Pornic Foot      | 5          | Régional 2       | LFPL        |                                       |                                                                                                 |
| 2023-2024 | Seniors fém. | Pornic Foot      | -          | Départementale 1 | District 44 |                                       |                                                                                                 |
| 2023-2024 | U18 fém.     | Pornic Foot      | -          | Régional 2       | LFPL        |                                       |                                                                                                 |
| 2024-2025 | U18 fém.     | Saint-Nazaire AF | -          | Régional 1       | LFPL        |                                       |                                                                                                 |
| 2024-2025 | Seniors fém. | Saint-Nazaire AF | -          | Départementale 1 | District 44 | Championnes départementales Foot à 11 | Les seniors F gagnent la coupe départementale contre le FC Rezé (4-0, le 29 mai à Saint-Géréon) |
| 2025-2026 | U18 fém.     | Saint-Nazaire AF | -          | Régional 2       | LFPL        |                                       |                                                                                                 |
| 2025-2026 | Seniors fém. | Saint-Nazaire AF | -          | Départementale 1 | District 44 |                                       |                                                                                                 |

## Liste des matches

### En sélection
| Date              | Adversaire           | Score | Compétition                              | Lieu                                              | Commentaires                                                          |
| ----------------- | -------------------- | ----- | ---------------------------------------- | ------------------------------------------------- | --------------------------------------------------------------------- |
| 17 septembre 2015 | VGA Saint-Maur       | 2 - 4 | Match amical                             | Stade des Sports, Saint-Maur, France              | Titulaire (marque à la 26e minute, Sort à la 45e)                     |
| 2 mars 2016       | La Roche-sur-Yon ESO | 5 - 0 | Match amical                             | Stade Emmanuel Murzeau, Fontenay-le-Comte, France | Titulaire (marque à la 23e minute et à la 45e minute , Sort à la 45e) |
| 23 mars 2016      | FF Nîmes MG          | 3 - 0 | Match amical                             | Stade Stéphane Diagana, Vergèze, France           | Titulaire (Sort à la 45e)                                             |
| 20 avril 2016     | FC Metz-Algrange     | 2 - 0 | Match amical                             | Stade Armand Micheletti, Amanvillers, France      | Remplaçante (rentre à la 75e)                                         |
| 14 mai 2016       | FCF Juvisy           | 1 - 1 | Match amical                             | Stade Robert-Bobin, Bondoufle, France             | Remplaçante (rentre à la 64e)                                         |
| 1er octobre 2015  | Corée du Sud         | 2 - 1 | Jeux mondiaux militaires                 | Stade Sports Complex, Gimcheon, Corée du Sud      | Remplaçante (rentre à la 85e minutes)                                 |
| 3 octobre 2015    | États-Unis           | 1 - 0 | Jeux mondiaux militaires                 | Stade Sports Complex, Gimcheon, Corée du Sud      | Titulaire (à jouer 90e minutes)                                       |
| 7 octobre 2015    | Pays-Bas             | 2 - 0 | Demi-finale des Jeux mondiaux militaires | Stade Sports Complex, Gimcheon, Corée du Sud      | Titulaire (à jouer 90e minutes)                                       |
| 10 octobre 2015   | Brésil               | 1 - 2 | Finale des Jeux mondiaux militaires      | Kafac Sports Complex, Mungyeong, Corée du Sud     | Titulaire (à jouer 74e minutes)                                       |
| 23 juin 2018      | Allemagne            | 6 - 0 | Coupe du monde militaire                 | Fort Bliss, Texas, États-Unis                     | Titulaire(marque à la 82e minute, (à jouer 90e minutes)               |
| 25 juin 2018      | Brésil               | 0 - 3 | Coupe du monde militaire                 | Fort Bliss, Texas, États-Unis                     | Remplaçante : pas entrée en jeu                                       |
| 1er juillet 2018  | Bahreïn              | 8 - 0 | Coupe du monde militaire                 | Fort Bliss, Texas, États-Unis                     | Titulaire(marque à la 92e minute, (à jouer 90e minutes)               |
| 3 juillet 2018    | Chine                | 1 - 3 | Coupe du monde militaire                 | Fort Bliss, Texas, États-Unis                     | Remplaçante : pas entrée en jeu                                       |
| 26 mai 2016       | Pays-Bas             | 6 - 1 | Coupe du monde militaire                 | Stade du Commandant Bougouin, Rennes, France      | Remplaçante : pas entrée en jeu                                       |
| 28 mai 2016       | Cameroun             | 6 - 0 | Coupe du monde militaire                 | Stade de la Rabine, Vannes, France                | Remplaçante : pas entrée en jeu                                       |
| 31 mai 2016       | Canada               | 6 - 0 | Coupe du monde militaire                 | Stade de Marville, Saint-Malo, France             | Titulaire(marque à la 66e minute, (à jouer 90e minutes)               |
| 2 juin 2016       | Corée du Sud         | 3 - 2 | Coupe du monde militaire (demi-finale)   | Stade de Marville, Saint-Malo, France             | Remplaçante : pas entrée en jeu                                       |
| 6 juin 2016       | Brésil               | 2 - 1 | Coupe du monde militaire (finale)        | Stade de la Rabine, Vannes, France                | Remplaçante : pas entrée en jeu                                       |

### En club
| Date        | Adversaire | Club      | Score | Compétition    | Lieu                                                  | Commentaires                      |
| ----------- | ---------- | --------- | ----- | -------------- | ----------------------------------------------------- | --------------------------------- |
| 12 mai 2019 | CA Paris   | FC Nantes | 3 - 0 | Match Barrages | Complexe Sportif de la Jonelière, Nantes, France      | Titulaire                         |
| 19 mai 2019 | CA Paris   | FC Nantes | 0 - 1 | Match Barrages | Stade Didot, Paris, France                            | Titulaire (marque à la 83e minute |
| 26 mai 2019 | Le Mans FC | FC Nantes | 0 - 2 | Match Barrages | Complexe Sportif de La Pincenardière, Le Mans, France | Titulaire                         |
| 2 juin 2019 | Le Mans FC | FC Nantes | 1 - 0 | Match Barrages | Complexe Sportif de La Jonelière, Nantes, France      | Titulaire                         |

## Palmarès

### En sélection
- Claire Guillard totalise 18 capes avec l'équipe de France Militaire .
- Remporte la médaille d'Argent en terminant 2e aux Jeux mondiaux militaires de Mungyeong[50].
- Devient Championne du monde Militaire avec l'équipe de France Militaire lors de la première Coupe du monde de football militaire qui se déroule en Bretagne[51].
- Termine quatrième du championnat du Monde militaire de Fort Bliss avec l'équipe de France Militaire lors de la  Coupe du monde de football militaire qui se déroule aux États-Unis[52].

### En club
- Championne de France D2 en 2009archives avec l'ESOF La Roche-sur-Yon.
- Meilleure buteuse Championnat de France D2 Groupe B en 2014archives avec l'ESOF La Roche-sur-Yon.
- Meilleure buteuse Championnat de France D2 Groupe B en 2015archives avec l'ESOF La Roche-sur-Yon.